# クリスマス島の旗
クリスマス島の旗（クリスマスとうのはた）とは、オーストラリア領の島であるクリスマス島の旗である。
この旗は公式のものではないが、クリスマス島の旗として定着している。

## 概要
クリスマス島の旗は、1986年に公募を経て制定された。青色はインド洋を、緑色は島の植物を、金色はリン鉱業を表している。中央の円の中にはクリスマス島の地図が載っている。右上にはクリスマス島に生息する鳥シラオネッタイチョウが、左下にはオーストラリアの国旗から取った南十字星が描かれている。

縦横比2:3のタイプ